# Longicella catamelas
Longicella catamelas là một loài bướm đêm trong họ Noctuidae.